# Regañao
Los regañaos turolenses son tortas saladas con forma alargada y redondeada típicas del área de Teruel, en España, que se cubren con sardina en salazón (a veces arenques) o tajadas de jamón de Teruel, todo ello acompañado de tiras de pimiento rojo que se suelen incrustar en la masa.  Los regañaos son típicos de la cocina aragonesa, y a menudo se acompañan con vino.

## Origen
Panes similares se preparan en otras zonas de la Serranía Celtibérica, como el bollo de Requena (Valencia) o las tortas de jamón y panceta de Almodóvar del Pinar (Cuenca). No se debe confundir con la regañá andaluza, un pan muy fino y crujiente. Una panadería de Teruel asegura que el regañao surge en su horno a principios del siglo XX, cuando los vecinos pidieron al panadero que les hiciese esta torta con tanta insistencia, que él pensó que estaba siendo regañado.

## Costumbres
En la ciudad de Teruel son habituales los regañaos en las denominadas fiestas vaquilleras. Una de las más populares es la de Fiestas del Ángel de Teruel, celebrada durante la primera quincena de julio. Pueden encontrarse de jamón o de sardina. Siendo en cada caso un alimento muy popular en las peñas, siendo habitual en las meriendas acompañado con vino de la zona. En la Plaza del Torico se elabora un regañao gigante que se reparte entre los asistentes.